# 渡辺三郎
渡辺 三郎（わたなべ さぶろう、1926年12月23日 - 2003年2月14日）は、日本の政治家。日本社会党衆議院議員（5期）。山形県議会議員（2期）。1998年勲二等瑞宝章受賞。

## 経歴・人物
山形県米沢市出身。1944年米沢商業高等学校卒。社会党に入党し1966年山形県議に当選。
党公認として1972年の第33回衆議院議員総選挙旧山形1区から出馬。当選して5期務める。労働関連に精力を傾け、党国会対策副委員長などを歴任した。
1986年の第38回衆議院議員総選挙では交代を求める声や、党内の勢力比などから、党県本部は渡辺をおろし、新顔の五十嵐恒男を擁立するが、党の公認が得られないまま無所属で出馬。除名処分となり、落選した。
2003年2月14日、気管支肺炎のため死去。享年76。

## 著書
- 『新中国の現実』渡辺三郎、1961年。